# Obrambena obavještajna služba (UK)
Obrambena obavještajna služba (eng.: Defence Intelligence, DI) je vojna obavještajna služba Oružanih snaga Ujedinjenog Kraljevstva. Obrambena obavještajna služba je osnovana 1964. godine kao Obrambena obavještajna uprava. DI nije samostalna služba već je dio britanskog Ministarstva obrane i financira se iz proračuna za obranu. 
Obrambena obavještajna služba je dio britanske obavještajne zajednice zajedno sa sigurnosnom službom MI5, obavještajnom službom MI6 i službom za nadzor komunikacija GCHQ.

## Ravnatelji
| Ravnatelj                    | Razdoblje     |
| ---------------------------- | ------------- |
| General Sir Kenneth Strong   | 1964. – 1966. |
| General Sir Alfred Earle     | 1966. – 1968. |
| General Sir Harold Maguire   | 1968. – 1972. |
| Admiral Sir Louis Le Bailly  | 1972. – 1975. |
| General Sir David Willison   | 1975. – 1977. |
| General Sir John Aiken       | 1977. – 1981. |
| Admiral Sir Roy Halliday     | 1981. – 1984. |
| General Sir Michael Armitage | 1984. – 1986. |
| General Sir Derek Boorman    | 1986. – 1988. |
| Admiral Sir John Kerr        | 1988. – 1991. |
| General Sir John Walker      | 1991. – 1994. |
| General Sir John Foley       | 1994. – 1997. |
| Admiral Sir Alan West        | 1997. – 2000. |
| General Sir Joe French       | 2000. – 2003. |
| General Sir Andrew Ridgway   | 2003. – 2006. |
| General Sir Stuart Peach     | 2006. – 2009. |
| General Christopher Nickols  | 2009. – 2012. |
| Admiral Alan Richards        | 2012. – 2015. |
| General Philip Osborn        | 2015. – 2018. |
| General James Hockenhull     | 2018. -       |

## Poveznice
- MI5, sigurnosna služba Ujedinjenog Kraljevstva
- MI6, obavještajna služba Ujedinjenog Kraljevstva
- GCHQ, služba za nadzor komunikacija Ujedinjenog Kraljevstva
- SOA, hrvatska sigurnosno-obavještajna služba

## Vanjske poveznice
- Službena stranica